# デッドエンド (映画)
『デッドエンド』（原題・英語: Dead End）は、1937年に製作・公開されたアメリカ映画である。

## 概要
シドニー・キングスレーの戯曲に基づき、ウィリアム・ワイラーが監督、シルヴィア・シドニーとジョエル・マクリーなどが出演している。

## キャスト
- ドリーナ：シルヴィア・シドニー
- デイヴ：ジョエル・マクリー
- マーティン：ハンフリー・ボガート
- ケイ：ウェンディ・バリー
- フランシー：クレア・トレヴァー

## スタッフ
- 監督：ウィリアム・ワイラー
- 製作：サミュエル・ゴールドウィン
- 脚本：リリアン・ヘルマン
- 音楽：アルフレッド・ニューマン
- 撮影：グレッグ・トーランド
- 編集：ダニエル・マンデル
- 美術：リチャード・デイ
- 装置：ジュリア・ヘロン
- 衣裳：オマー・カイアム

## アカデミー賞ノミネーション
- 作品賞
- 助演女優賞：クレア・トレヴァー
- 撮影賞：グレッグ・トーランド
- 美術賞：リチャード・デイ